# Stèle von Croas ar Peulven

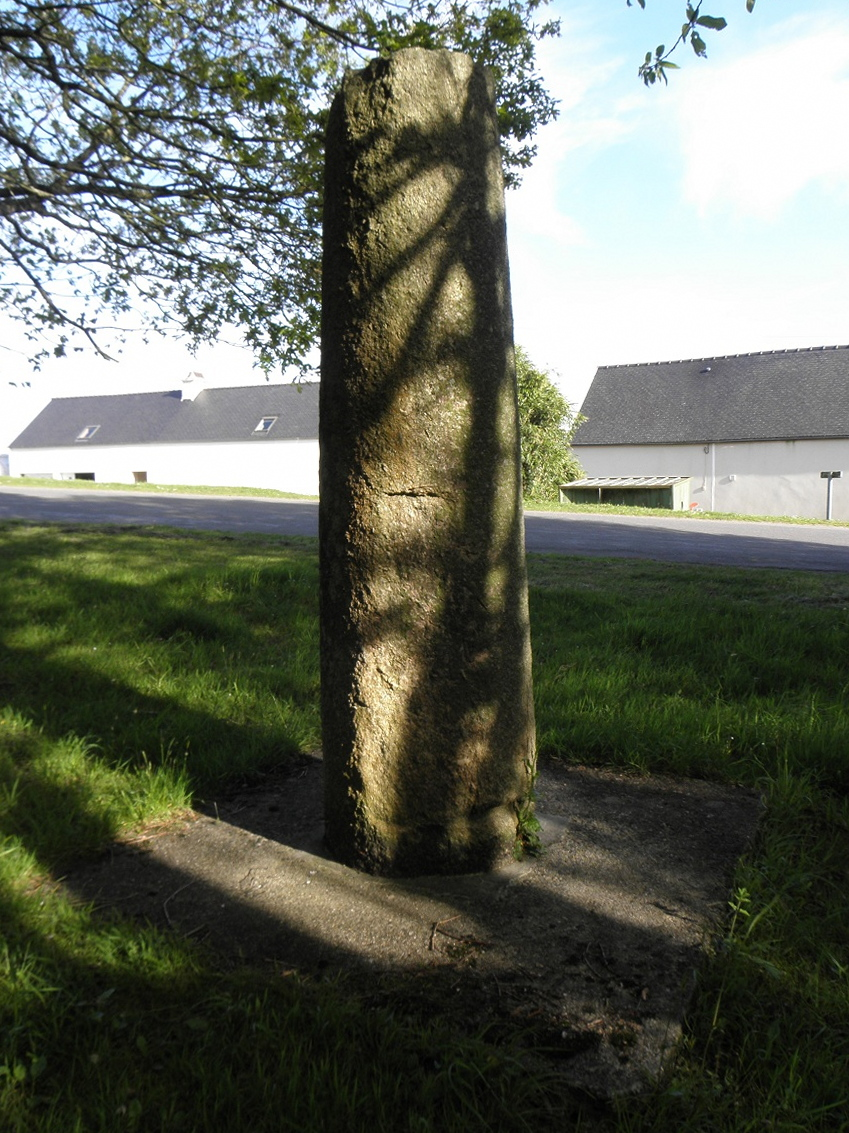
Stele von Croas ar Peulven

Die Stèle von Croas ar Peulven (auch Borne milliaire de Quillidien – Meilenstein von Quillidien – genannt) ist wahrscheinlich eine von den Römern wiederverwendete protohistorische Stele. Sie steht in Plouigneau an der Rue d’Encremer, im Osten des Département Finistère in der Bretagne in Frankreich.

## Beschreibung
Die zylindrische, grob kegelstumpfförmige Stele aus Granit ist etwa 2,9 m hoch, hat einen Durchmesser von 0,5 m und ein Gewicht von etwa 2900 kg. An ihrer Nordwestseite ist ein rechteckiger Einschnitt sichtbar. Obwohl in einigen epigraphischen Texten fälschlicherweise erwähnt, ist der Stein unbeschriftet.
Sie steht in der Nähe ihres Fundorts Croas ar Peulven, mehr als 500 Meter südlich des Hofes Quillidien und etwa zwei hundert Meter nordwestlich von Keranfors, wo Louis Pape eine weitere Stele fand. Die Stele lag lange in einem Graben bzw. einer Böschung an der östlichen Seite der Straße. Sie wurde  1981 geborgen und in einer rechteckigen Basis aufgestellt.
Der Stein wurde erstmals in den 1950er Jahren von Pierre Merlat (1911–1959) und Louis Pape (1933–2014) im Rahmen einer Aufzählung der römischen Wegmarkierungen der Civitas der Osismier erwähnt. Louis Pape geht davon aus, dass der Stein über die Jahrhunderte bewegt wurde.

## Die frühgeschichtliche Stele
Auf der Grundlage ihrer Form und Gestaltung gehen Michelle Le Brozec und Marie-Yvanne Daire (1998) davon aus, dass der Stein in der Eisenzeit (5. bis 1. Jahrhundert v. Chr.) errichtet wurde. Daher rührt die Bezeichnung „Gallische Stele“ im Unterschied zu neolithischen Megalithen und Menhiren. Die im Allgemeinen schlecht dokumentierten, insbesondere wenn sie keine Dekorationen haben, Denkmäler werden manchmal mit Steinen auf Gräberfeldern assoziiert. Sie haben nicht die unregelmäßige Form der Megalithen, waren bearbeitet und hatten manchmal polierte Oberflächen.
Aufgrund ihrer Nähe zu mehreren antiken Straßen wird angenommen, dass die Stele während der Römerzeit als Meilenstein wiederverwendet wurde.